# Remmene församling
Remmene församling var en församling i Skara stift och i Herrljunga kommun. Församlingen uppgick 2010 i Herrljunga landsbygdsförsamling.

## Administrativ historik
Församlingen har medeltida ursprung.
Församlingen var till 2010 annexförsamling i pastoratet Herrljunga, Remmene, Eggvena och Fölene som från 1962 även omfattade Bråttensby församling och till 1964 Tarsleds församling. Församlingen uppgick 2010 i Herrljunga landsbygdsförsamling.

## Kyrkor
- Remmene kyrka